# Métro de Changsha
Le métro de Changsha (chinois : 长沙地铁) est l'un des systèmes de transport en commun de Changsha, capitale de la province du Hunan, en République populaire de Chine. La première ligne a été inaugurée le 29 avril 2014. Le premier jour d'essai, le transport était gratuit.

## Réseau
En 2022, six lignes sont opérationnelles. La ligne 1 traverse l'agglomération du Nord au Sud, et la ligne 2 d'Est en Ouest.
| Ligne | Terminaux                                | Terminaux                                     | Date d'ouverture | Date d'extension | Longueur km | Stations |
| ----- | ---------------------------------------- | --------------------------------------------- | ---------------- | ---------------- | ----------- | -------- |
|       | Bureau du district de Kaifu (zh) (Kaifu) | Shangshuangtang (zh) (Yuhua)                  | 2016             | －               | 23.55       | 20       |
|       | Lac Meixi ouest (zh) (Yuelu)             | Guangda (zh) (Changsha)                       | 2014             | 2015             | 26.58       | 23       |
|       | Gare de Xiangtan Nord                    | Guangsheng (zh) (Changsha)                    | 2020             | 2024             | 36.4        | 25       |
|       | Guanziling (zh) (Wangcheng)              | Dujiaping (zh) (Changsha)                     | 2019             | －               | 33.5        | 25       |
|       | Maozhutang (zh) (Yuhua)                  | Shuiduhe (zh) (Changsha)                      | 2020             | －               | 22.5        | 18       |
|       | Xiejiaqiao (zh) (Wangcheng)              | Aéroport de Huanghua T1 et T2 (zh) (Changsha) | 2022             | －               | 48.11       | 34       |
| Total | Total                                    | Total                                         | Total            | Total            | 207,9       | 145      |

### Ligne 1 (bleu clair)
Stations de la ligne 1
1. Bureau du gouvernement districts (开福区政府)
2. Machang (马场)
3. Nouveau delta du fleuve (新河三角洲)
4. Temple de Kaï fu (开福寺)
5. Wenchangge(文昌阁)
6. Peiyuanqiao (培元桥)
7. Place de Wuyi(51) (五一广场)
8. Place de Huangxing (黄兴广场)
9. Nanmenkou (南门口)
10. Houjiatang (侯家塘)
11. Rue du lac du sud (南湖路)
12. Huangtuling (黄土岭)
13. Tujiachong (涂家冲)
14. Institut du Chemin de Fer (铁道学院)
15. Youyi Rue(友谊路)
16. Bureau du gouvernement provincial (省政府)
17. Guihuaping (桂花坪)
18. Datuk (大托)
19. Place de Zhongxin (中信广场)
20. Shangshuangtang (尚双塘)

### Ligne 2 (rouge)
Stations de la ligne 2
1. Wangchengpo (望城坡)
2. Jinxing Lu (金星路)
3. Xihu Gong Yuan (西湖公园)
4. Yingwanzhen (溁湾镇)
5. Jizizhou (橘子洲)
6. Xiangjiang Zhonglu (湘江中路)
7. Wuyi Guǎng chǎng (五一广场)
8. Furong Guǎng chǎng (芙蓉广场)
9. Yingbin Lu (迎宾路)
10. Yuanjialing (袁家岭)
11. Changsha Nán Zhàn (长沙火车站)
12. Jintai Guǎng Chǎng (锦泰广场)
13. Wanjiali Guǎng Chǎng (万家丽广场)
14. Renmin Donglu (人民东路)
15. Changsha Dadao (长沙大道)
16. Tǐyù Gong Yuan (体育公园)
17. Duhua Lu (杜花路)
18. Changsha Nán Zhàn (长沙南站)
19. Guangda (光达)

### Ligne 3 (verte)
Ligne 3 : la construction a démarré le 3 janvier 2014 ; ouverture prévue en 2019 ; longueur totale de 36,4 km avec 25 stations allant de Shangtang à Guangsheng.

### Ligne 4 (violet)
La construction a démarré le 31 décembre 2014 ; ouverture au public en 2019 ; longueur totale de 33,6 km avec 24 stations allant de Guanziling à Dujiaping.

### Ligne 5 (jaune)
Ligne 5 : la construction a démarré en 2015 ; ouverture prévue en 2020 ; longueur totale de 22,5 km avec 18 stations allant de  Shidai Yangguang Avenue à Panlong Road.

### Ligne 6 (rose)
- Ligne 6 : la construction a démarré en 2017 ; ouverture prévue en 2021 ; longueur totale de 30,4 km avec 23 stations allant de Shaoguang à Changqing.